# Église Saint-Pierre dels Forquets
Pour les articles homonymes, voir église Saint-Pierre.
L'église Saint-Pierre dels Forquets était une église préromane en ruines située à Argelès-sur-Mer, dans le département français des Pyrénées-Orientales. 

## Historique
C'était l'église paroissiale du village médiéval de Sant Pere de la Cellera ou Sant Pere dels Forquets, absorbé par Argelès au Moyen Âge et aujourd'hui en ruines. 
Ce proto village médiéval existait déjà sous le royaume carolingien en 981, sous le nom de « Sanctus Petrus juxta villam argelariam ». Il fut donné à l’abbaye de Saint-Génis-des-Fontaines. Plus qu'un village, il se serait agi d'un ensemble de mas - donnant le nom de massana - d'une église et de son cimetière organisés et de leur cellera,.
L'église est mentionnée en 981. Le 4 juillet 1172 puisque le dernier comte héréditaire du Roussillon, Girard II dit « Guinard » y fit référence dans son testament « villam sti Petri quS est juxta villam argelariam » comme  « la terre cultivée de Pujols » et sa « vallée de Saint Pierre », document par lequel il confiait le village et la paroisse à  l'abbaye de Saint-Génis.

## Vestiges
Il semble avoir existé une tour de guet dont des restes sont encore visibles. 
D'après l'association Argelès-sur-Mer Capbreu le village et l'église se trouveraient au sud de la position 42° 31′ 15″ N, 3° 01′ 24″ E et il reste des vestiges du village et de l'église, notamment une cuve baptismale en grès et des blocs en marbre blanc de Céret.